# بورسربرگ
بورسربرگ (به آلمانی: Bürserberg) یک منطقهٔ مسکونی در اتریش است که در ناحیه بلودنتس واقع شده‌است. بورسربرگ ۱۳٫۷۳ کیلومتر مربع مساحت دارد ۸۷۱ متر بالاتر از سطح دریا واقع شده‌است.

## خواهرخوانده
شهر دورباخ خواهرخواندهٔ بورسربرگ هست.